# Avenida Borgoño
La Avenida Borgoño es una avenida que empieza en Viña del Mar y termina en Concón en el  Gran Valparaíso, Chile.

## Tramos

### Tramo Balneario Las Salinas–Primer Sector de Reñaca
La Avenida Borgoño tiene un ancho de calzada de 2 pistas por sentido.

### Tramo Reñaca
La Avenida Borgoño en su tránsito norte entra al interior de Reñaca y luego se junta de nuevo con el tránsito sur en el sector 4 de la playa Reñaca. Su tránsito sur, en cambio, no entra al interior de Reñaca y se mantiene en el borde costero, siendo de gran uso a los turistas que tienen estadía en Viña del Mar o Valparaíso. Ambos sentidos de tránsito tienen un ancho de calzada de 3 pistas.

### Tramo Reñaca–Concón
La Avenida Borgoño al abandonar el sector 5 de la playa de Reñaca tiene un ancho de calzada de 1 pista por sentido.

## Paseo Costero de Reñaca
Paralelo al paseo costero de la recta Las Salinas, Reñaca necesitaba recuperar el entorno de la playa, siendo que estaba demasiado deteriorado. Se crearon varios caminos de madera, mejores ingresos a los sectores de playa, y una extensión de la ciclovía ya existente en la Recta Las Salinas. La ciclovía se extiende desde el sector 1 al sector 5 de Reñaca. Su costo fue de mil setecientos millones de pesos.